# Leon Kossoff
Leon Kossoff (Islington, 10 dicembre 1926 – Londra, 4 luglio 2019) è stato un pittore britannico di origine russa.
I dipinti di Kossoff spaziano dai ritratti, ai disegni dal vero e a paesaggi urbani raffiguranti Londra.

## Biografia

### Gioventù e formazione
Kossoff nacque da genitori di origine russa ed ebrea nel quartiere londinese di Islington, dove trascorse la maggior parte della sua giovinezza. Nel 1938, Kossoff frequentò la Hackney Downs School di Londra. Nel 1939, anno dello scoppio della seconda guerra mondiale, lui e gli altri studenti della Hackney Downs furono trasferiti a King's Lynn. Qui il futuro pittore venne accolto presso la residenza dei coniugi R.C. Bishop, che lo incoraggiarono ad approfondire il suo interesse nei confronti dell'arte. Dopo il suo soggiorno a King's Lynn, durante il quale realizzò i primi dipinti, Kossoff tornò nella capitale britannica nel 1943, si iscrisse alla Saint Martin's School of Art, studiò arte commerciale e prese lezioni serali di disegno alla Toynbee Hall.
Kossoff prestò servizio presso il secondo battaglione ebraico dei Royal Fusiliers e con essi si spostò in Italia, Olanda, Belgio e Germania. Nel 1949 tornò a studiare arte alla Saint Martin, mentre, dal 1950 al 1952, prese fu allievo di David Bomberg al Borough Polytechnic Institute. Una delle fonti di ispirazioni del pittore inglese era Frank Auerbach, un altro allievo di Bomberg dal quale Kossoff emulerà la tecnica a impasto e il tipo di soggetti trattati nei dipinti, che sono ambientati a Londra. Inoltre, così come quelle di Auerbach, le tele di Kossoff trasmettono lo stesso genere di emozioni di quelle del pittore tedesco. Dal 1950 al 1953 lo studio di Kossoff era collocato nella strada londinese di Mornington Crescent. Successivamente, egli trasferì la sua sede di lavoro a Bethnal Green, ove visse fino al 1961. Kossoff studiò al Royal College of Art dal 1953 al 1956.

### Carriera
Nel 1956, Kossoff entrò a far parte del personale della Beaux Arts Gallery (Londra) di Helen Lessore. Nello stesso periodo, l'artista britannico iniziò a esporre le sue tele assieme a quelle dell'amico Frank Auerbach, Francis Bacon, Lucian Freud, e Keith Critchlow, un suo ex compagno di scuola conosciuto alla Saint Martin. Dopo aver rilocato il suo atelier a Willesden Junction, Kossoff trasferì la sua sede a Willesden Green. Parallelamente alla carriera artistica, Kossoff fu anche un docente di arte. A partire dal 1959, Kossoff iniziò a insegnare al Regent Street Polytechnic, alla Chelsea School of Art e alla Saint Martin's School of Art.
Nel 1995, Kossoff espose le sue opere alla quarantaseiesima Biennale di Venezia e nel 1996 gli venne dedicata una retrospettiva di carriera alla Tate Gallery. Nel 2007, la National Gallery di Londra tenne una mostra dedicata a Kossoff dal titolo Leon Kossoff: Drawing from Painting. Kossoff rifiutò la nomina a Commendatore dell'Ordine dell'Impero Britannico. Nel 2010, Kossoff avviò una mostra itinerante ove espose nuovi dipinti e disegni tenuta alla Annely Juda Fine Art (Londra), al Mitchell-Innes & Nash (New York) e al L.A. Louver (Los Angeles). Fra il 2013 e l'anno seguente, le tele dell'artista britannico furono esibite in occasione di un'altra mostra itinerante che prendeva il nome di Leon Kossoff: London Landscapes.
Kossoff morì il 4 luglio 2019, all'età di 92 anni, per complicazioni dovute a un ictus.